# Афанасовская (Плесецкий район)
Афана́совская — деревня в Плесецком районе Архангельской области. Входит в состав Конёвского сельского поселения.

## География
Деревня находится на расстоянии 95 км к юго-западу от посёлка городского типа Плесецк, административного центра района.

### Часовой пояс
Деревня Афанасовская, как и вся Архангельская область, находится в часовой зоне МСК (московское время). Смещение применяемого времени относительно UTC составляет +3:00.

## Население
| 2002 | 2010 | 2012 |
| ---- | ---- | ---- |
| 4    | ↗6   | ↘3   |